# AEIOU

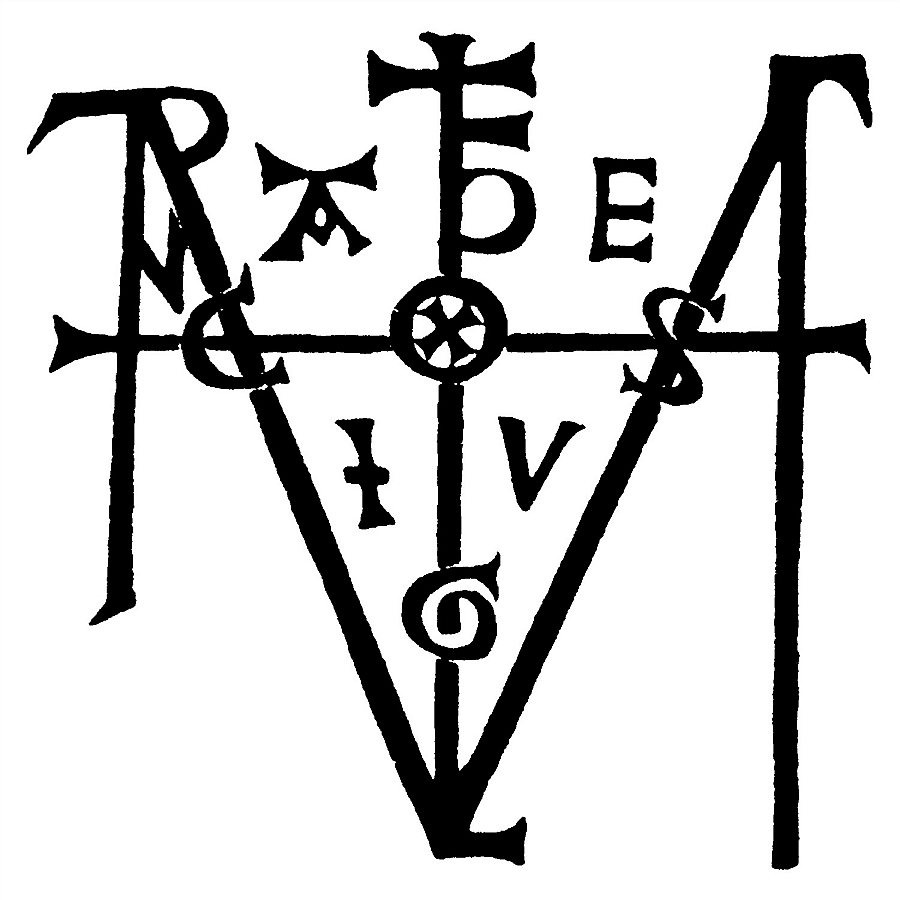
Монограмма Фридриха III

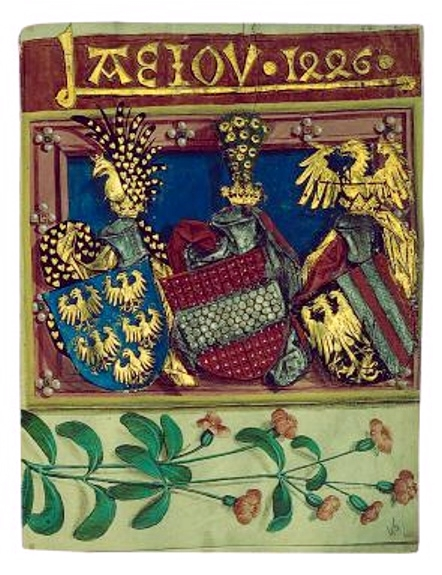
Иллюминированная рукопись

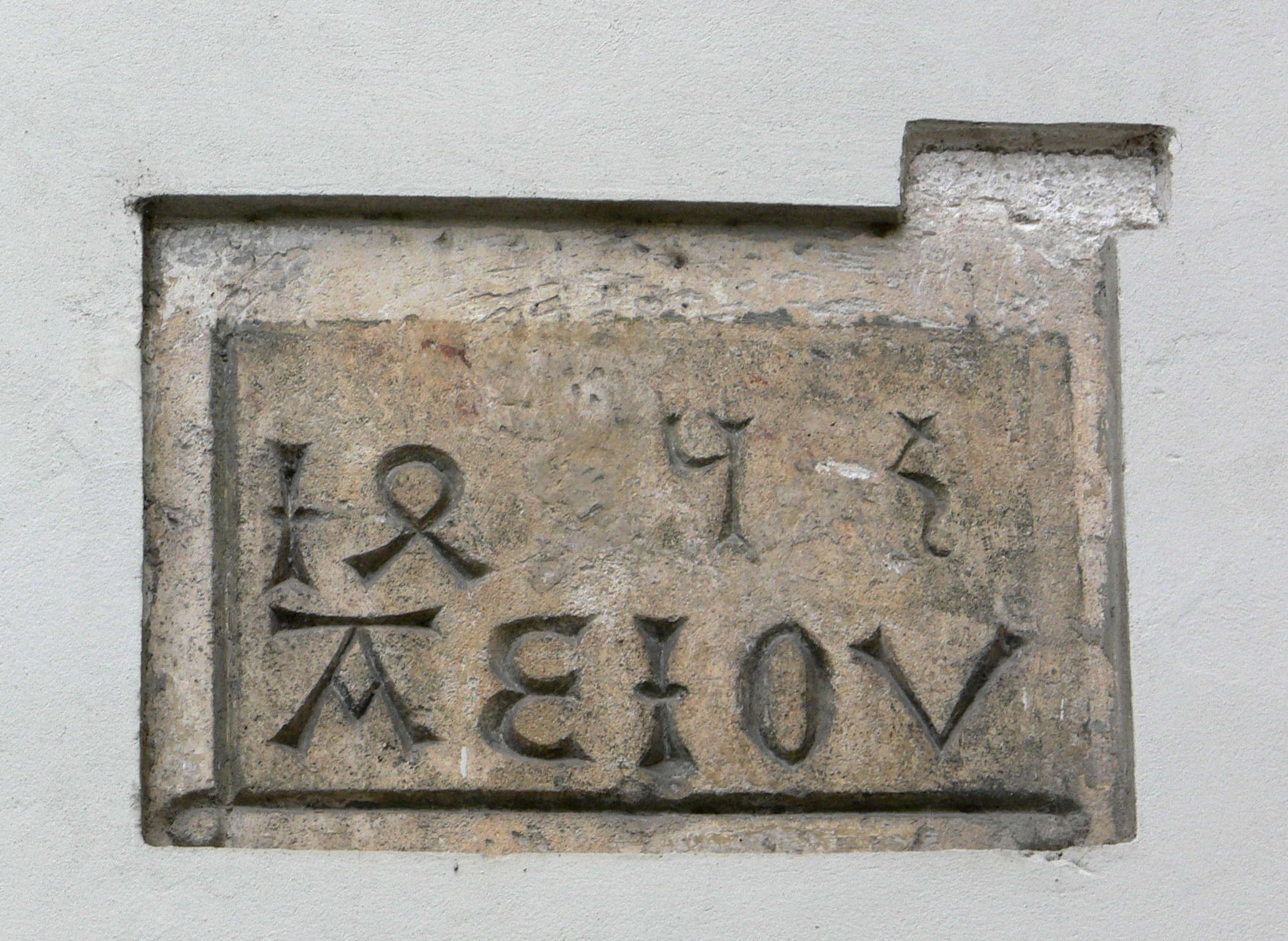
Замок Граца

AEIOU — акроним, который император Фридрих III размещал на различных ценных вещах, своём гербе, а также на тех сооружениях, которые были построены под его покровительством. При Марии Терезии этот девиз размещался на гербе Терезианской военной академии. В настоящее время этот девиз размещается на печатках выпускников Академии.

## Значения
Существует свыше 300 различных интерпретаций аббревиатуры AEIOU. Австрийский историк Альфонс Лхотцкий составил 86 различных интерпретаций данной аббревиатуры. Наиболее распространённые среди них следующие:
- Austriae est imperare orbi universo (Австрии суждено править миром);
- Austria erit in orbe ultima (Австрия будет последней на земле);
- Austria est imperium optime unita (Австрия — лучший имперский союз);
- Augustus est iustitiae optimus vindex (Император является лучшим защитником справедливости);
- Austria est imperatrix omnis universi (Австрия является правителем мира).

## Альтернативные значения
Существуют народные, шуточные и иные интерпретации аббревиатуры AEIOU:
- Am End’ is' ollas umasunst (В итоге всё даром / В итоге все усилия окажутся попусту);
- Allen Ernstes ist Österreich unwiderstehlich (Совершенно серьёзно Австрия непреодолима);
- Alte Esel j(i)ubeln ohne Unterlass (Старые ослы торжествуют непрерывно);
- Alles Erdreich ist Österreich Untertan (Вся земля в подчинении Австрии);
- Aller Ehrgeiz ist Österreich unbekannt (Любой образ тщеславия Австрии не известен);
- Also eigentlich ist’s ohnehin unwichtig (Так что вообще-то и без того уже не важно);
- Aerarisches Essen ist oft ungenießbar (Государственная еда часто несъедобна/Казённые харчи обычно несъедобны);
- Aller Ehren ist Österreich voll (Австрия полна всей чести);
- Aller erst ist Österreich verloren (Во-первых, потеряна Австрия);
- Austria Europae Imago, Onus, Unio (Австрия — образ, бремя, и объединение Европы).
- Гласные буквы в алфавитном порядке

В Интернете существует онлайн-энциклопедия на немецком и английском языках AEIOU.